# Jacek Rykała
Jacek Rykała (ur. 1 września 1950 w Sosnowcu) – artysta malarz, profesor malarstwa Akademii Sztuk Pięknych w Katowicach, prorektor wspomnianej uczelni, prowadzi Pracownię Rysunku i Malarstwa; także poeta i reżyser (autor sztuki „Dom przeznaczony do wyburzenia” oraz „Mleczarnia”).

## Życiorys
W 1968 r. ukończył III Liceum Ogólnokształcące im. Bolesława Prusa w Sosnowcu, a w 1976 roku Wydział Grafiki w Katowicach Akademii Sztuk Pięknych w Krakowie. Tematykę prac wypełnia oblicze wschodniej części Górnego Śląska i Zagłębia Dąbrowskiego (podwórka, bramy, tajemnicze miejsca nie tylko z czasów dzieciństwa).
Dzieła prezentowane na całym świecie w ponad 50 wystawach indywidualnych i 250 zbiorowych, kilkudziesięciu targach sztuki (Art Frankfurt, Art Köln, Art Chicago i innych).
Jako jeden z niewielu artystów miał za życia indywidualną wystawę w Muzeum Narodowym w Krakowie (2002).
W Polsce można je podziwiać m.in. w Muzeach Narodowych w: Warszawie, Krakowie, Poznaniu, Szczecinie, Muzeum Sztuki Nowoczesnej w Łodzi, Muzeum Śląskim w Katowicach, Muzeum UJ w Krakowie, Muzeum Ziemi Lubuskiej w Zielonej Górze, w muzeach miejskich w Sosnowcu, Jaworznie i Chorzowie, w Centrum Sztuki „Studio” w Warszawie, w kolekcji Volkera Feierabenda przeznaczonej dla Sprengel Museum w Hanowerze oraz w kolekcjach prywatnych w kilkudziesięciu krajach świata. 
Jest laureatem kilkudziesięciu nagród i wyróżnień m.in.: I nagroda w Ogólnopolskim Konkursie Malarstwa im. Z. R. Pomorskiego (Katowice 1980), nagrody na X i XV Festiwalu Malarstwa Polskiego w Szczecinie (1980, 1988), medale na Ogólnopolskich Wystawach Malarstwa „Bielska Jesień” (Bielsko-Biała 1978, 1980), wyróżnienie na Internationale Kunstbiennale „Seetal” w Szwajcarii (1985), Nagrodę Miasta Sosnowiec za działalność artystyczną za rok 1992.
Nakręcono o nim 8 filmów telewizyjnych (TVP Warszawa, Kraków, Katowice, Canal +). 
Odznaczony Złotym Krzyżem Zasługi przez Prezydenta RP Lecha Wałęsę. W 2011 otrzymał Srebrny Medal „Zasłużony Kulturze Gloria Artis”.